# نهر الدون (كوينزلاند)
نهر الدون ((بالإنجليزية: Don River)‏) هو نهر قصير في شمال كوينزلاند، أستراليا، حيث يصب في بحر المرجان بالقرب من منطقة بوين. ينبغي عدم الخلط بينه وبين نهر الدون بوسط كوينزلاند والذي هو أحد أفرع نهر فيتزروي ينبع النهر من منطقة كلارك Clarke غرب بروسيربن Proserpine ثم يجري لمسافة 60 كم إلى مصبه، مساحة حوضه 1200 كم2, هذا ولقد تم تسجيل مستويات ملوحه عالية عند مصب النهر.